# Pierre Lemarchand (Musiker)
Pierre Lemarchand (* um 1925) war ein französischer Jazz- und Unterhaltungsmusiker (Schlagzeug).
Lemarchand arbeitete ab den frühen 1950er-Jahren in den Jazz-Bands und Orchestern von Claude Bolling, Errol Parker, Raymond Fol, Henri Renaud, Sandy Mosse, André Hodeir, Bobby Jaspar, Martial Solal, Jack Diéval und Henri Crolla; außerdem trat er 1951 mit Django Reinhardt auf (Pêche à la Mouche: The Great Blue Star Sessions 1947/1953) und spielte mit den in Paris gastierenden Amerikanern Chet Baker, Don Byas, Dizzy Gillespie, Jonah Jones und James Moody.
In den 1950er-Jahren trat Lemarchand auch häufig im Club Saint-Germain auf. Er war viele Jahre lang hauptsächlich der Schlagzeuger von Gilbert Bécaud. Im Bereich des Jazz war er laut Tom Lord zwischen 1950 und 1979 an 39 Aufnahmesessions beteiligt, zuletzt noch mit Milt Buckner & Jean Paul Amouroux, in der Anachronic Jazz Band (u. a. mit Daniel Huck) und mit Cat Anderson (Ellington Moods). 1990 trat er noch als Schlagzeuger in Didier Groussets Filmkomödie Rendez-vous au tas de sable auf.